# Gemeinschaftlicher Jagdbezirk
Einen gemeinschaftlichen Jagdbezirk bilden die als Jagdgenossenschaft zusammenhängenden Grundflächen einer Gemeinde, somit alle Grundflächen einer Gemeinde, die nicht zu einem Eigenjagdbezirk gehören, wenn sie im Zusammenhang mindestens 150 Hektar umfassen. In den Jagdgesetzen der deutschen Bundesländer können diese Flächenwerte erhöht werden, so in den bayerischen Alpen mit ihren Vorbergen sogar auf 500 ha.
Es kommt nicht darauf an, ob auf den einzelnen Grundflächen die Jagd tatsächlich ausgeübt werden darf. Deshalb gehören auch Straßen und Sportstätten, befriedete Bezirke und die Ortsbebauung zur Fläche von gemeinschaftlichen Jagdbezirken. Die durch den Jagdpächter tatsächlich bejagbare Fläche eines gemeinschaftlichen Jagdbezirks ist entsprechend kleiner, da in befriedeten Bezirken sowie an Orten, an denen die öffentliche Ruhe, Sicherheit oder Ordnung gestört oder Menschen gefährdet würden, nicht gejagt werden darf.
Die Pachtdauer beträgt in der Regel zehn oder 12 Jahre.